# Eosentomon chantek
Eosentomon chantek är en urinsektsart som beskrevs av Imadaté 1965. Eosentomon chantek ingår i släktet Eosentomon och familjen trakétrevfotingar. Inga underarter finns listade i Catalogue of Life.